# Palau Episcopal de Castelló
El Palau Episcopal de Castelló de la Plana (Plana Alta, País Valencià) està situat en el carrer Governador nº 8 d'aquesta ciutat i va ser construït a la fi del segle xviii en estil neoclassicista.

## Descripció
Als afores de la vila, al costat de la séquia major, es va començar a construir aquest edifici el 1793. Es tracta d'un dels pocs exemples d'arquitectura acadèmica de la ciutat. Es va aixecar a costa del bisbe de Tortosa Antonio José Salinas i Moreno († 1814), encarregant les obres al pròcer Miguel Tirado.
És un edifici de planta rectangular que es desenvolupa a partir del nucli principal, configurat pel vestíbul, el vestíbul i l'escala, al voltant del que s'estructuren els dos cossos de l'edifici. En el vestíbul d'entrada, cobert amb volta de canó rebaixada, s'obren les diferents dependències del semisoterrani i dues escales laterals que donen accés a l'entresòl. Els esglaons d'aquesta escala es decoren amb rajoles de l'Alcora amb temes vegetals. Una cancel·la de fusta dona pas al vestíbul, cobert amb volta de canó rebaixat, on es troba l'escala de pedra amb un primer tram de cinc esglaons a partir del que es desenvolupa el primer tram de l'escala imperial. Aquesta escalinata cobreix amb volta abans de dividir-se en dos trams laterals que conduïxen al pis principal.
La planta principal manté l'estructura originària, es divideix en tres zones: la central, orientada a l'oest, on s'ubiquen la sala, capella i despatx, a l'esquerra, orientada al sud i l'est, es troben les habitacions privades, a la dreta, orientada al nord, es troba la zona destinada als diversos serveis. En algunes sales d'aquesta planta noble, hi destaca la decoració amb ceràmica de l'alcora dels sòls. El pis superior està destinat a les golfes sense cap divisió.
A l'exterior, la façana és de composició rectangular estructurada en quatre cossos. El nivell inferior és un alt sòcol de pedra en el qual s'obren els òculs del soterrani. L'entresòl i el primer pis s'ordenen per balconades d'arc segmentat, separats per cornisa de pedra. L'edifici remata amb un ampit amb frontó en el cos central, separat del primer pis per una gran franja a manera de fris. En el centre de la façana se situa la portada, realitzada en pedra amb un arc rebaixat i pilastres encaixades que rematen amb tríglifs a manera de capitell. Sobre la portada hi ha una làpida amb inscripció en la qual es fa referència a la construcció de l'edifici. Sobre la balconada principal es troba l'escut del bisbe fundador. Les façanes laterals segueixen la mateixa ordenació que la principal, canviant els òculs del soterrani per finestres.
La fàbrica de l'edifici és de carreus de pedra i maçoneria.